# 安楽礁

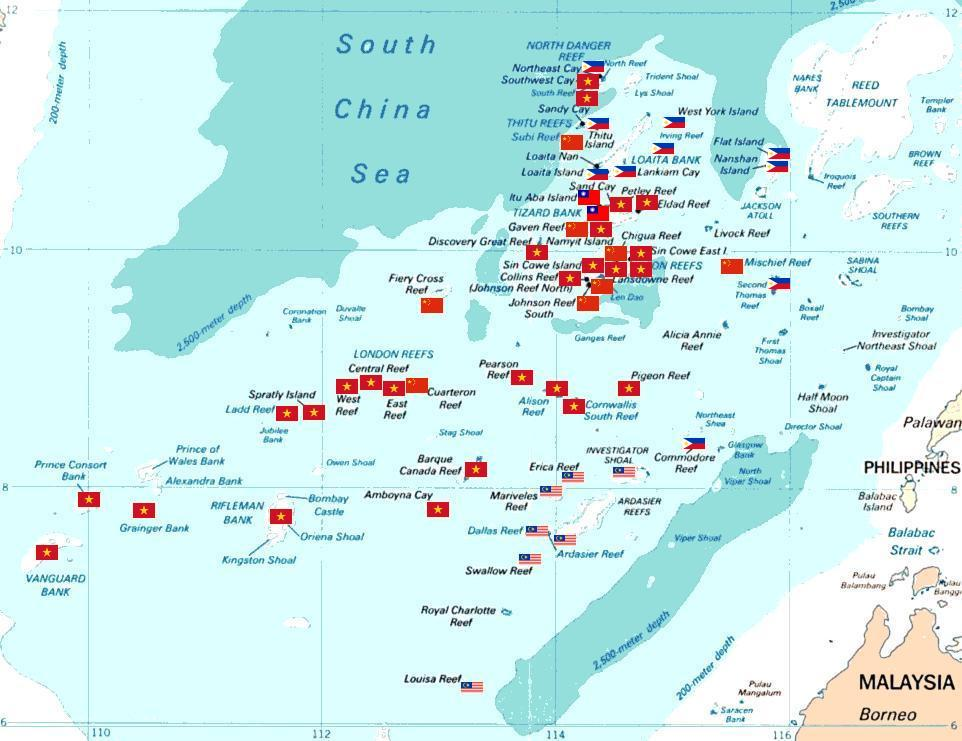
南沙諸島における南シナ海周辺諸国の実効支配状況

安楽礁（英語：Hallet Reef、ベトナム語：Đá Bình Sơn / 𥒥平山）は、南沙諸島のユニオン堆（英語：Union Banks、中国語: 九章群礁）と呼ばれる堆の北端にある暗礁である。ヒューズ礁と長線礁の間にある。
中華人民共和国は安楽礁を実効支配し、東門礁からを監視しているが、中華民国（台湾）とベトナムも主権を主張している。